# 金口戰鬥
金口戰鬥發生於1921年8月23日，地點則是在中國湖北一帶。是北洋政府時期內戰之一，也是湘鄂戰爭的一部份。交戰兩方為湘軍及直軍吳佩孚。戰鬥結束後，攻擊湘軍落敗，退回原據點。不過，炸掉河堤淹金口一帶，造成經濟嚴重損失。